# Carapa dinklagei
Carapa dinklagei är en tvåhjärtbladig växtart som beskrevs av Hermann August Theodor Harms. Carapa dinklagei ingår i släktet Carapa och familjen Meliaceae. Inga underarter finns listade i Catalogue of Life.